# The Night Out
The Night Out  è un singolo del disc jockey francese Martin Solveig, pubblicato il 2 aprile 2012 come quarto e ultimo estratto dall'album Smash.

## Tracce
Download digitale
1. The Night Out (Single Version) – 4:15
2. The Night Out (A-Trak vs. Martin Rework) – 3:52
3. The Night Out (Madeon Remix) – 3:39
4. The Night Out (Maison and Dragen Remix) – 5:55
5. The Night Out (A-Trak Remix) – 5:59
6. The Night Out (TheFatRat Remix) – 5:17

## Classifiche
| Classifica (2012) | Posizione massima |
| ----------------- | ----------------- |
| Belgio (Fiandre)  | 23                |
| Belgio (Vallonia) | 22                |
| Francia           | 78                |
| Germania          | 71                |
| Regno Unito       | 36                |